# Logg (mätinstrument)
En logg är ett instrument för att bestämma ett fartygs fart genom vattnet.

## Olika typer av logg

### Handlogg

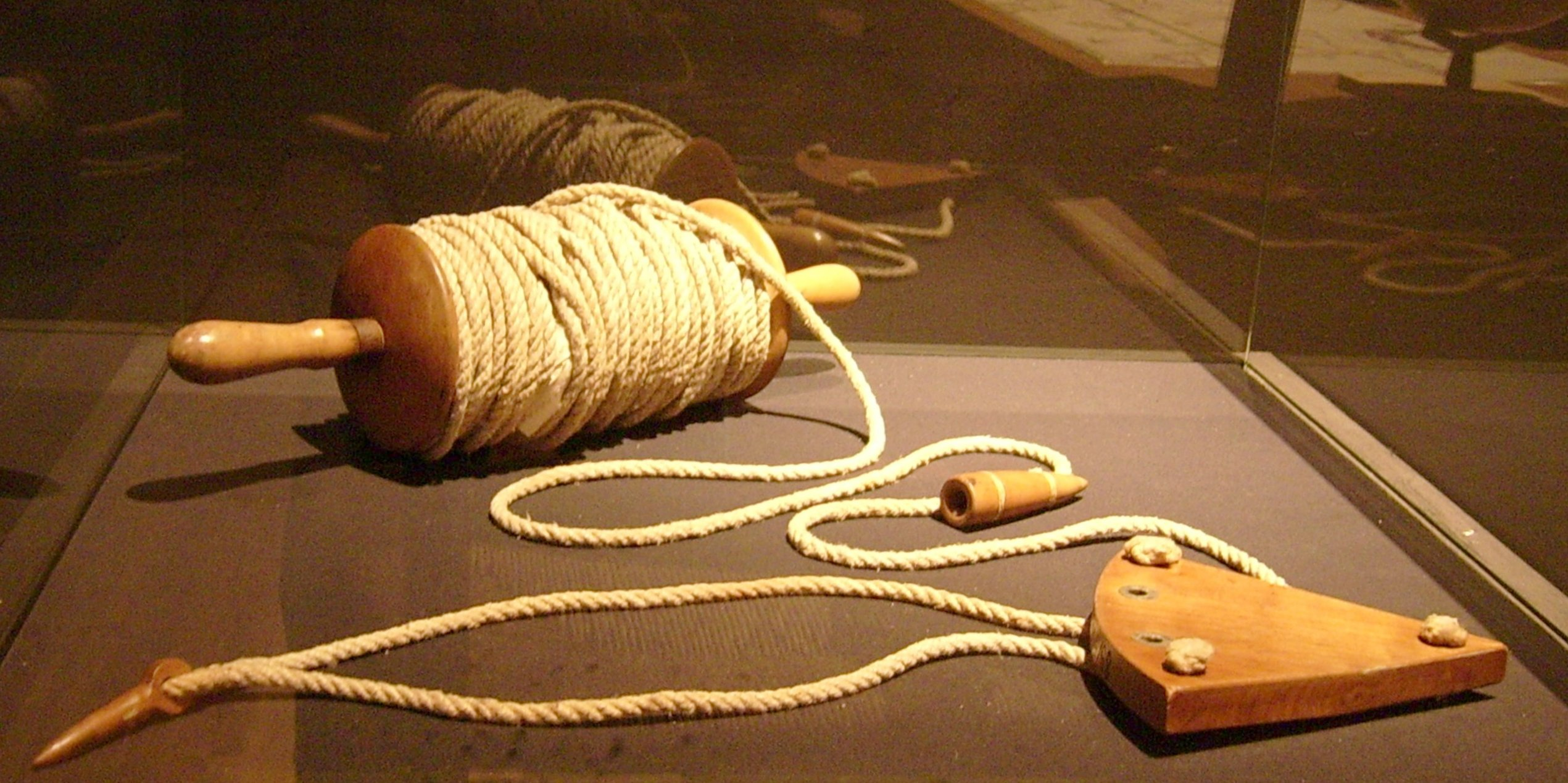
Handlogg

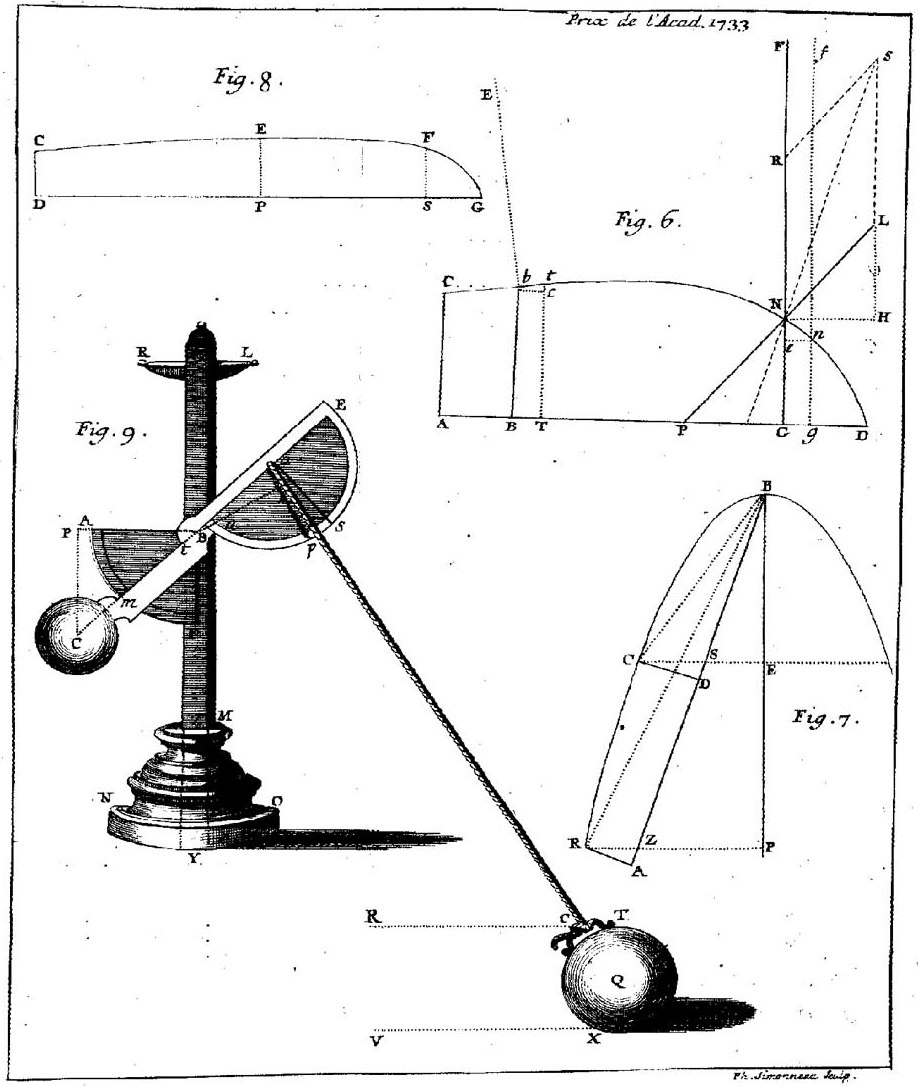
Logg, 1734

Tidigare användes en handlogg bestående av en skädda, en skiva gjord för att stå lodrätt och stilla i vattnet, och en rulle rep med olika knopar med jämna mellanrum (14,4 meter). Då ett timglas runnit ut (efter 28 sekunder) noterade man hur många knopar som hunnit löpa ut. Se knop (enhet). Handloggen kunde användas i farter upp till 12–13 knop.

### Spottlogg
Har man inte tillgång till någon logg men ändå vill bedöma båtens fart kan spottloggen vara bra att känna till. Den bygger på det faktum att en knop ungefär motsvarar 0,5 m/s (se ovan). En tidtagare behövs.
1. Släpp ett föremål (eller spotta) i vattnet invid båtens för, starta tidtagningen samtidigt
2. Stoppa tiden när föremålet (spottloskan) är vid aktern
3. Räkna ut farten med formeln: Fart (i knop) = 2 * båtens längd (i meter) / tiden (i sekunder). Om man vill mäta i fot och få en aning exaktare mätning så ska man multiplicera med 6 istället för två.

Detta är en gammal och beprövad metod som kan ha överraskande god tillförlitlighet, för navigering med död räkning.

### Släplogg

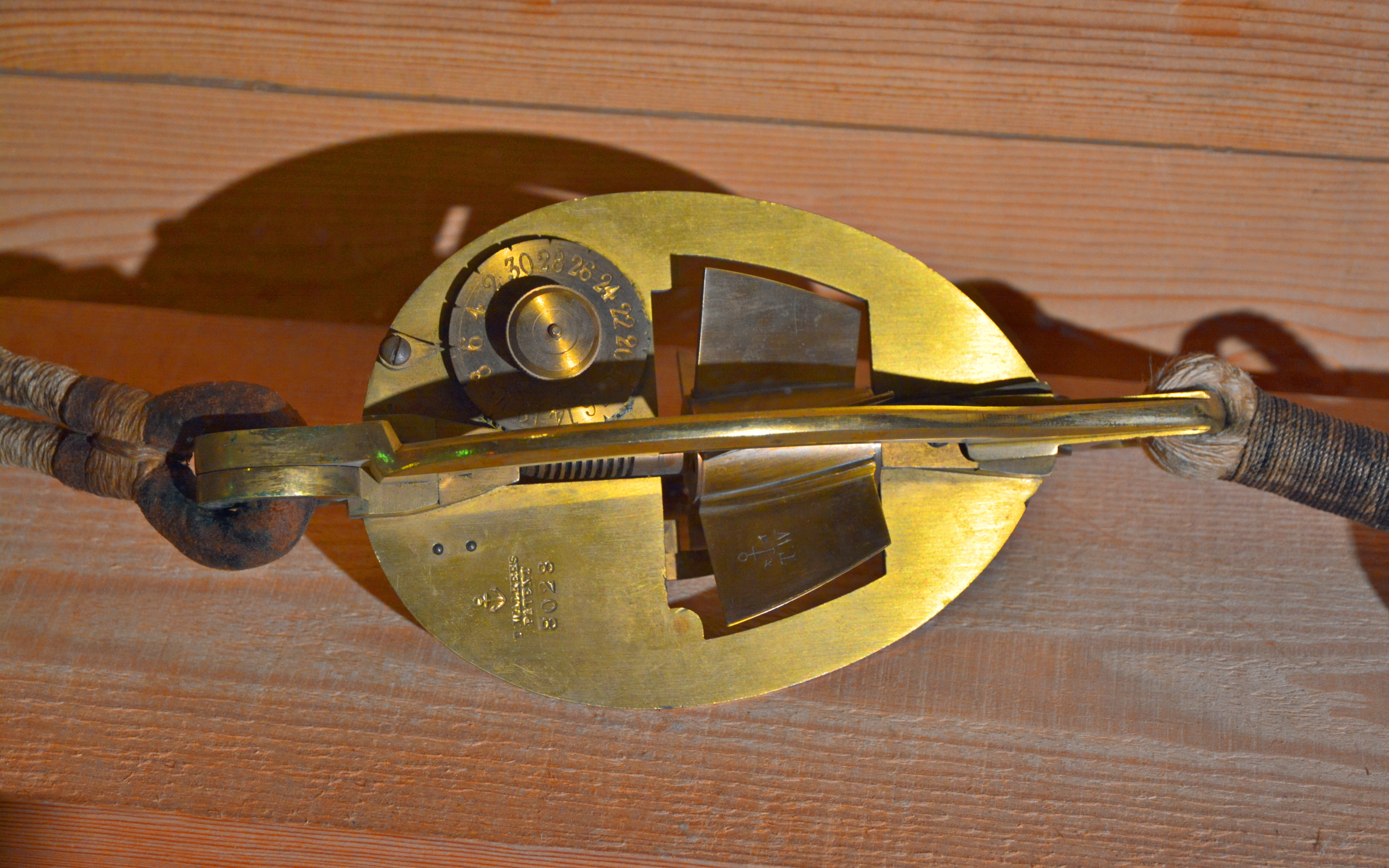
En släplogg på Forum Marinum i Åbo.

Släploggen bygger på att en propeller under vattnet drivs av båtens fart genom vattnet och propellerns rotation överförs till visningsinstrumentet. De första varianterna hade visningsinstrumentet sammanbyggt med propellern, vilket krävde att instrumentet togs upp för avläsning. Snart infördes modeller där rotationen överfördes till visningsinstrument ombord, vanligen vid relingen där logglinan var fäst. Instrumentet visar också tillryggalagd distans på ett räkneverk (till exempel upp till 100 sjömil).

### Elektronisk logg
Den elektroniska loggen (ibland även kallad sumlogg) har en liten propeller, impeller eller skovelhjul som sätts i rörelse av båtens fart, i propellern/skovelhjulet finns en eller flera magneter ingjutna. Dessa magneter inducerar strömpulser i en sensor och dessa förstärks och överförs med svagströmskabel till visningsenheten. Visningsenheten kan vara både analog eller digital. Moderna instrument är ibland kombinerade med ekolod. Även den elektroniska loggen kan visa tillryggalagd distans.

### Trycklogg
Tryckloggen bygger vanligen på att ett J-format rör sticks ned i vattnet med öppningen framåt, fartygets fart framåt ger ett tryck in öppningen som gör att vattennivån i röret stiger, höjden på nivån anger båtens fart framåt. Denna typ av logg används endast på mycket snabbgående motorbåtar där mekanisk- och elektronisk logg inte kan användas. Visningsenheten är här konstruerad på samma sätt som en barometer men här är det vattentrycket som påverkar instrumentet att visa båtens fart genom vattnet. Tryckloggen anses inte vara lika tillförlitlig som övriga loggar. Tryckloggen visar inte alltid tillryggalagd distans. Tryckloggar på fartyg kallades ibland för SAL-logg och var egentligen namnet på tillverkaren, men kom att stå som symbol för trycklogg i vissa sammanhang.

### Varvräknare
På ångfartyg och motorfartyg kan man använda maskinens eller propellerns varvtal för att uppskatta farten, då sambandet är känt från liknande förhållanden tidigare. Den metoden är enligt Nordisk familjebok av 1912 den säkraste på snabba ångfartyg.

### Grundlogg
Då strömmen är stark och okänd och vattnet grunt kan man istället för att mäta fart genom vattnet använda grundlogg: lodet används istället för skädda på den ovannämnda handloggen, varvid man kan mäta fart över grund.

### Satellitpositionering
Mottagare för satellitpositionering kan enkelt räkna ut ett fordons hastighet utifrån tidpunkterna för och avståndet mellan två positionsmätningar, och kan därmed användas som en logg om positionsbestämmelserna är av tillräckligt god kvalitet. En stor skillnad mellan satellitbaserad fartangivelse och de övriga (utom grundlogg) är att den förstnämnda anger verklig fart, fart över grund, medan de andra ger farten genom vattnet. I fart över grund är alltså eventuell påverkan från strömmar frånräknad.
Satellitnavigatorn kan också använda dopplereffekten till att mäta farten, utan att gå via positionsberäkningar[källa behövs].